# Milovan Brkić
Milovan Brkić (Ljubovija, 11. novembar 1956) srpski je novinar.

## Karijera
Tekstove je objavljivao u „Studentu“, „Mladosti“, „Omladinskim novinama“, „Dugi“, „Ilustrovanoj politici“, „Radio TV reviji“, „Našoj borbi“, „Danas“-u, „Srpskoj reči“ „Svedoku“, „Ježu“, „Zum Reporteru“, u sarajevskom „Oslobođenju“, „Našim danima“, zagrebačkom „Poletu“, ljubljanskoj „Mladini“, mariborskoj „Katedri“ i drugima.
Napisao je preko tri hiljade tekstova, komentara, reportaža, intervjua.
Prethodnih godina Brkić je dao preko 200 intervjua stranim novinama, radio i TV stanicama. Bio je tužen više od 700 puta, zbog „uvreda i kleveta“, „širenja lažnih vesti“ i „povrede ugleda predsednika SRJ“. Izgubio je samo spor s Markom Miloševićem, sinom Slobodana Miloševića.
Imao je dve samostalne izložbe zabranjenih tekstova, koje su bile zabranjene, održane 1984. godine i 1986. godine.

## Danas
Milovan Brkić je glavni i odgovorni urednik novina „Tabloid“ koja izlazi iz štampe svake dve nedelje.

## Knjige
Autor je dve knjige o organizovanom kriminalu u Srbiji: 
- Prosudite sami
- Sjaj i beda sportske mafije

Knjiga „Sjaj i beda sportske mafije“ je podeljena besplatno u 10.000 primeraka.

## Dokumentarni film
U produkciji „Radija B92“, o Brkiću je snimljen dokumentarni film u režiji Janka Baljaka: „Novinar Brkić: sam protiv svih“.

## Spoljašnje veze
- Zvanični sajt Milovana Brkića Архивирано на веб-сајту  (7. децембар 2008)
- Časopis Tabloid